# Jewgienij Triefiłow
Jewgienij Wasiljewicz Triefiłow (ros. Евгений Васильевич Трефилов, ur. 4 września 1955 w Krasnodarze) – rosyjski piłkarz ręczny, obecnie trener żeńskiej reprezentacji Rosji.

## Praca szkoleniowa
Triefiłow trenował wiele rosyjskich kobiecych klubów. W latach 1984–1990 był trenerem Kubania Krasnodar, który w 1988 r. poprowadził do mistrzostwa. Prowadził również Rosjankę Wołgograd (1992/1993), AdyIF Maikop i Ładę Togliatti. Z Togliatti zdobył 6 tytułów mistrza Rosji w 2002, 2003, 2004, 2005 i 2006 r. oraz w 2002 r. Puchar Zdobywców Pucharów. W latach 2006–2008 trenował też Zwiezdę Zwenigorod. W 2007 r. wygrał puchar EHF oraz zdobył mistrzostwo Rosji. Z kolei w 2008 r. zdobył Ligę Mistrzyń. Triefiłow prowadził także juniorską reprezentację Rosji, w 1997 r. zdobył mistrzostwo świata.
Od 1999 r. jest pierwszym trenerem żeńskiej reprezentacji Rosji. Czterokrotnie zdobywał mistrzostwo świata w: 2001 we Włoszech, 2005 w Rosji, 2007 we Francji i 2009 w Chinach. Jest także wicemistrzem olimpijskim z Pekinu. W 2006 r. zdobył srebrny medal mistrzostw Europy w Szwecji, a w 2008 r. brązowy medal w Macedonii.

## Mistrzostwa Europy
- 2006:  2.miejsce
- 2008:  3.miejsce

## Mistrzostwa Świata
- 2001, 2005, 2007, 2009:  1. miejsce

## Igrzyska Olimpijskie
- 2016:  1. miejsce
- 2008:  2. miejsce